# Land van den Hoek
Het Land van den Hoek (Frans: Pays de l'Angle of Pays de Langle) is een gebied in het Franse departement Pas-de-Calais. Het lag aan het vroegere estuarium van de rivier de Aa. Het gebied werd in de vroege middeleeuwen geleidelijk aan drooggelegd en omvatte de parochies Saint-Folquin (Sint-Volkwin), Saint-Omer-Capelle (Sint-Omaarskappele), Sainte-Marie-Kerque (Sinte-Mariakerke) en Saint-Nicolas. Het bestuur zetelde in het gehucht Mannequebeurre (Monnikenbure).

## Geschiedenis
In de loop van de geschiedenis behoorde het Land van den Hoek toe aan het graafschap Vlaanderen en later ging het deel uitmaken van Artesië.

## Taal
Het gebied maakte oorspronkelijk deel uit van het Nederlandse taalgebied, maar raakte geleidelijk verfranst, al blijkt dat er tot in de 19de eeuw nog Vlaams voor kwam. Een picardisering zette zich door door contact met het Picardisch achterland en omliggende commerciële centra.